# Glaucopsyche alexis
The Green-Underside Blue (Glaucopsyche alexis) là một loài bướm ngày thuộc họ Bướm xanh. Nó được tìm thấy ở châu Âu.
Chúng bay từ tháng 4 đến tháng 7 tùy theo địa điểm.

## Hình ảnh

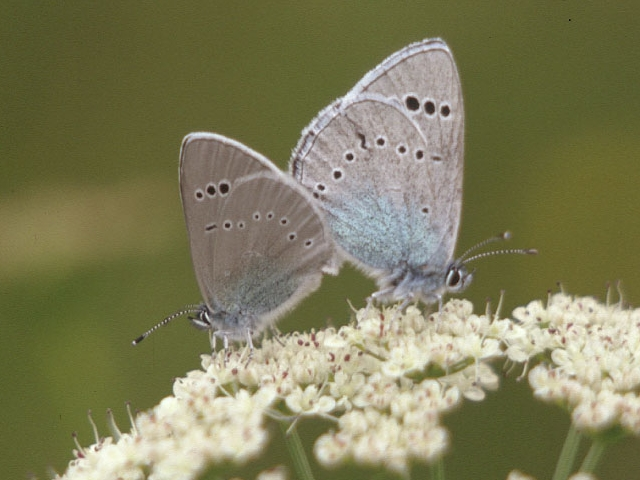
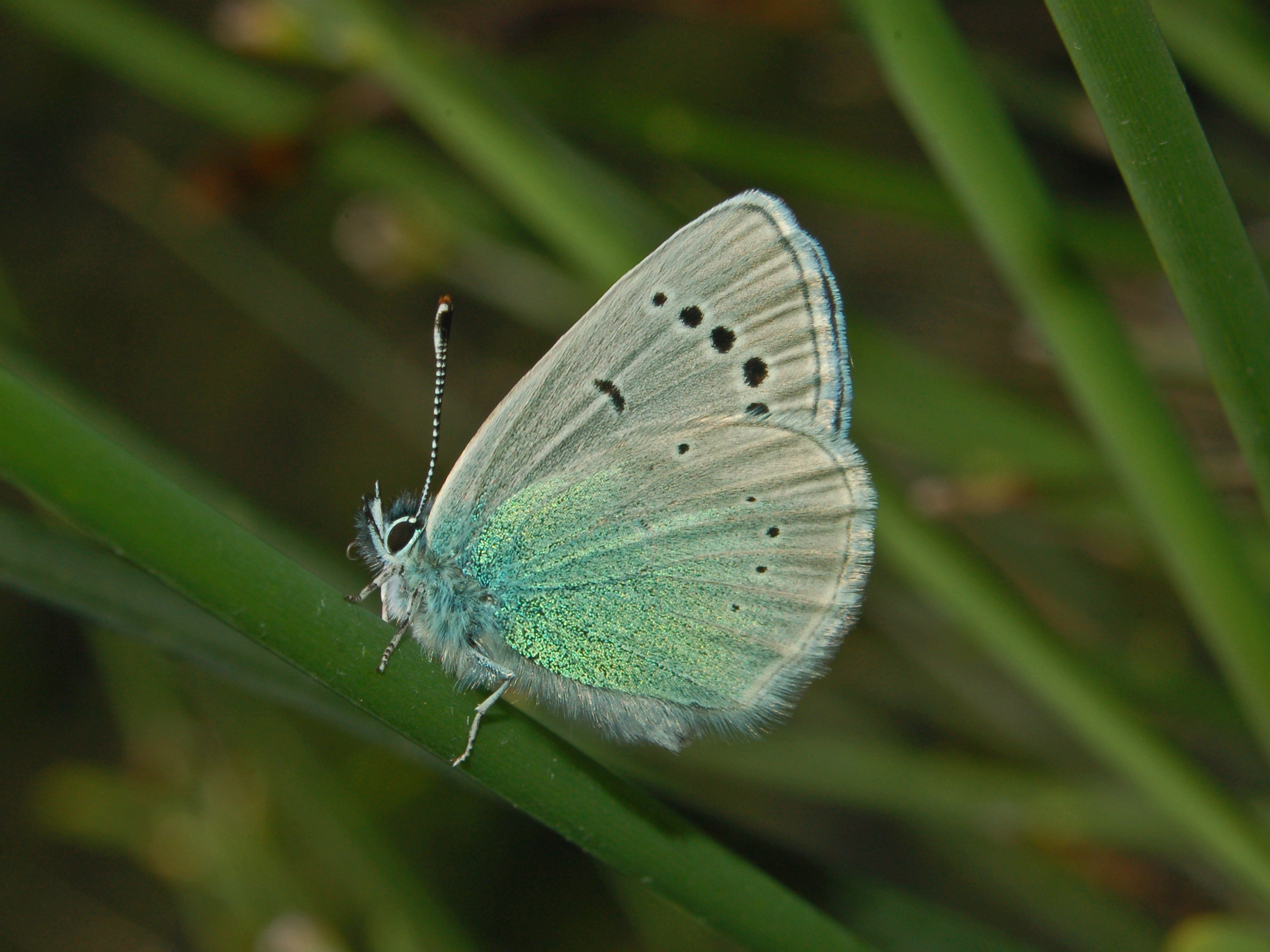
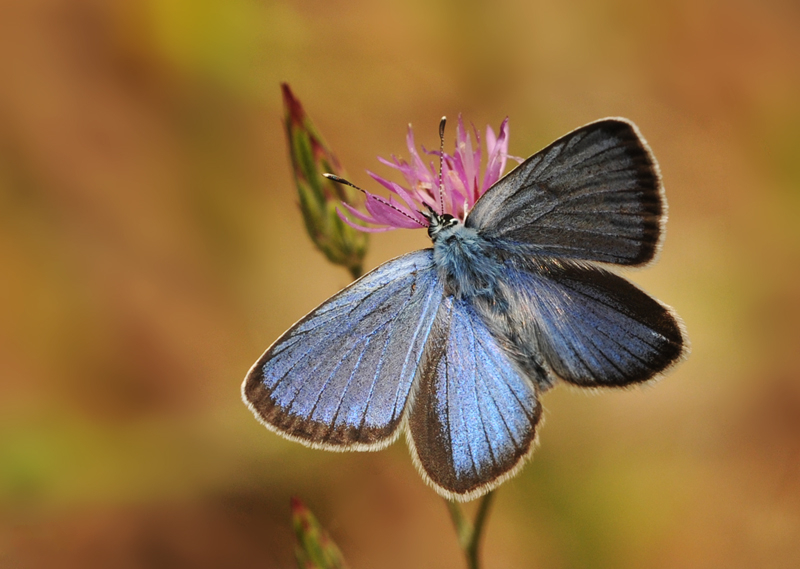
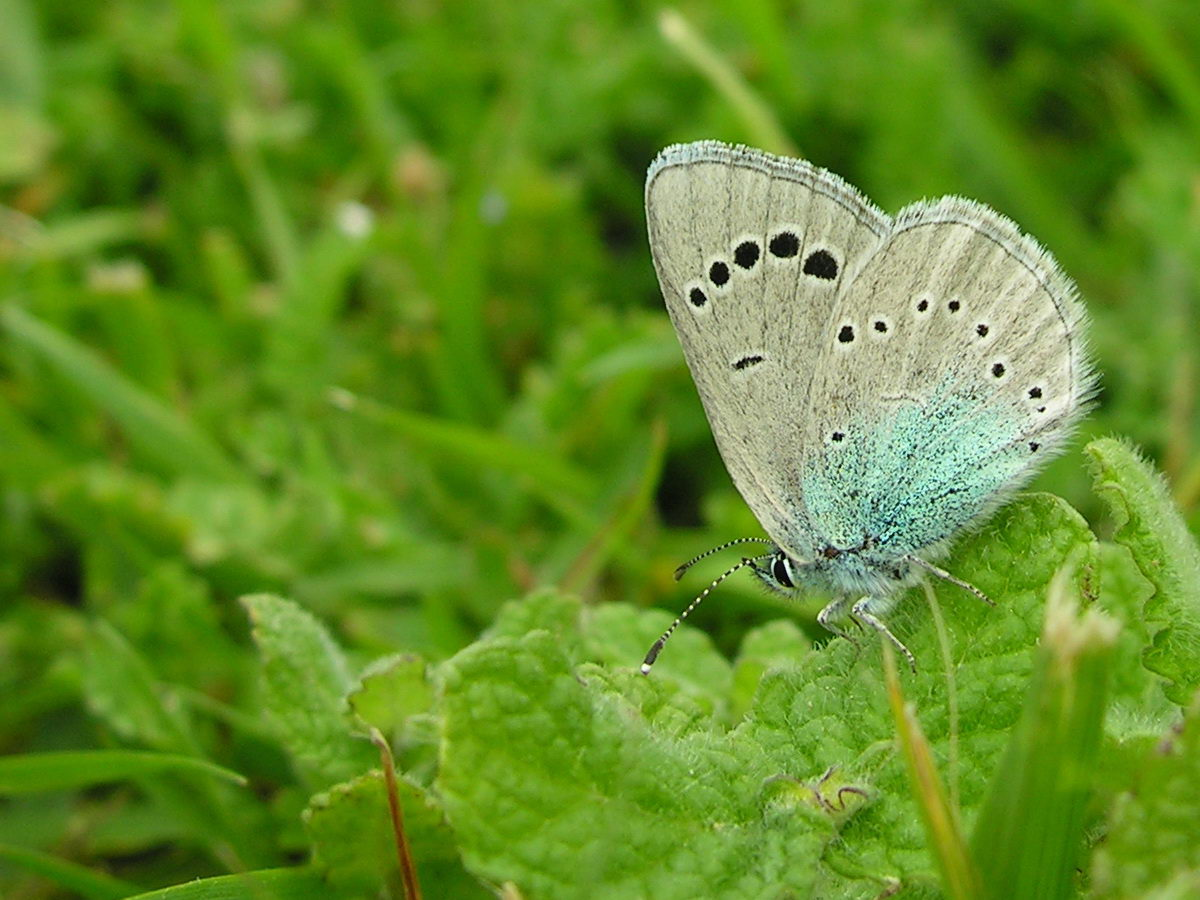